# ミラグロの瞳
『ミラグロの瞳』（ 西： El callejón de los milagros ）は、1995年のメキシコ映画。原作は、ナギーブ・マハフーズの小説。日本では劇場未公開。
1995年、第45回ベルリン国際映画祭、コンペティション部門出品作品。

## キャスト
- アルマ：サルマ・ハエック
- アーネスト・ゴメス・クルス
- マリア・ロホ
- アベル：ブルーノ・ビシール
- ホセ：ダニエル・ヒメネス・カチョ